# Maysville (Arkansas)
Maysville es un lugar designado por el censo ubicado en el condado de Benton en el estado estadounidense de Arkansas. En el Censo de 2010 tenía una población de 130 habitantes y una densidad poblacional de 21,5 personas por km².

## Geografía
Maysville se encuentra ubicado en las coordenadas 36°24′7″N 94°35′20″O / 36.40194, -94.58889. Según la Oficina del Censo de los Estados Unidos, Maysville tiene una superficie total de 6.05 km², de la cual 6.05 km² corresponden a tierra firme y (0%) 0 km² es agua.

## Demografía
Según el censo de 2010, había 130 personas residiendo en Maysville. La densidad de población era de 21,5 hab./km². De los 130 habitantes, Maysville estaba compuesto por el 82.31% blancos, el 0% eran afroamericanos, el 5.38% eran amerindios, el 1.54% eran asiáticos, el 0% eran isleños del Pacífico, el 1.54% eran de otras razas y el 9.23% pertenecían a dos o más razas. Del total de la población el 1.54% eran hispanos o latinos de cualquier raza.